# 小行星4409
小行星4409（4409 Kissling）是一颗围绕太阳公转的小行星。1989年6月30日，艾倫·C·吉爾摩、潘蜜拉·M·基爾馬汀在蒂卡普湖发现了此天体。
这颗小行星的绝对星等为337.0346137318007等。